# Nina Pinzarrone
Nina Pinzarrone (Bruselas, 24 de noviembre de 2006) es una deportista belga que compite en patinaje artístico, en la modalidad individual. Ganó dos medallas de bronce en el Campeonato Europeo de Patinaje Artístico sobre Hielo, en los años 2024 y 2025.

## Palmarés internacional
| Campeonato Europeo | Campeonato Europeo | Campeonato Europeo | Campeonato Europeo |
| Año                | Lugar              | Medalla            | Categoría          |
| ------------------ | ------------------ | ------------------ | ------------------ |
| 2024               | Kaunas (Lituania)  | Medalla de bronce  | Individual         |
| 2025               | Tallin (Estonia)   | Medalla de bronce  | Individual         |